# Prima notte di nozze
Prima notte di nozze è un film italiano del 1976 diretto da Corrado Prisco, composto da quattro episodi.

## Trama
I. Venezia. Ciriaco ha sposato Salomè, vedova di Giovanni, la quale, giunta nel medesimo albergo e nella medesima camera nella quale a Venezia aveva passato la prima note di nozze, mediante un registratore, vorrebbe riviverla in playback.
II.  Roma. Pino, nell'anticamera dello psicanalista conosce Lucia e la sposa; quando scopre che è un ermafrodita accetta la situazione per evitare lo scandalo.
III. Fiuggi. Matilde, ex macellaia e vedova di un conte, induce il garzone Luigi a sposare la contessina Marietta.
IV. Eboli, Francesco e Gemma, sposati, si fermano a Eboli; un malintenzionato getta il marito tra le braccia di una prostituta e si approfitta della moglie.

## Produzione
È l'unico film in cui Bombolo venne doppiato (in veneziano).